# Vpadina Jushchenko
Koordinaten: 60° 53′ S, 70° 15′ O
Die Vpadina Jushchenko (englische Transkription von russisch Впадина Ющенко Wpadina Juschtschenko, deutsch ‚Juschtschenko-Depression‘) ist eine Depression des Meeresbodens in der ostantarktischen Kooperationssee. Sie liegt weit vor der Mawson-Küste des Mac-Robertson-Lands.
Russische Wissenschaftler benannten sie. Der Namensgeber ist nicht überliefert.